# الطارفة العليا (الحيمة الداخلية)

تعديل مصدري - تعديل

الطارفة العليا هي إحدى قرى عزلة بني يوسف بمديرية الحيمة الداخلية التابعة لمحافظة صنعاء، بلغ تعداد سكانها 173 نسمة حسب تعداد اليمن لعام 2004.